# Campionato jugoslavo di pallavolo femminile
Il campionato jugoslavo di pallavolo femminile era una competizione per club jugoslavi, il club vincitore si fregiava del titolo di campione di Jugoslavia.

## Storia
Il campionato jugoslavo di pallavolo femminile nasce nel 1945. La prima edizione è stata disputata da squadre nazionali. Tra i club più vincenti la Stella Rossa, l'HAOK Mladost, il Partizan e l'Enotnost. Dopo il 1992 il campionato viene sostituito dal Campionato serbo-montenegrino.

## Albo d'oro della Prva Liga
| Anno             | Podio             | Podio            | Podio            |
| Campione         | Seconda           | Terza            |                  |
| ---------------- | ----------------- | ---------------- | ---------------- |
| 1945 Dettagli    | Slovenia          | -                | -                |
| 1946 Dettagli    | Branik            | -                | -                |
| 1947 Dettagli    | Enotnost          | -                | -                |
| 1948 Dettagli    | Enotnost          | -                | Spartak Subotica |
| 1949 Dettagli    | Enotnost          | Spartak Subotica | -                |
| 1950 Dettagli    | Enotnost          | -                | Spartak Subotica |
| 1951 Dettagli    | Železničar        | Spartak Subotica | -                |
| 1952 Dettagli    | Partizan          | -                | Spartak Subotica |
| 1953 Dettagli    | Branik            | -                | -                |
| 1954 Dettagli    | Železničar        | -                | -                |
| 1955 Dettagli    | Partizan          | -                | -                |
| 1956 Dettagli    | Partizan          | -                | -                |
| 1957 Dettagli    | Partizan          | -                | -                |
| 1958 Dettagli    | Partizan          | -                | -                |
| 1959 Dettagli    | Stella Rossa      | -                | -                |
| 1960 Dettagli    | Partizan          | -                | -                |
| 1961 Dettagli    | Partizan          | -                | -                |
| 1962 Dettagli    | Stella Rossa      | -                | -                |
| 1963 Dettagli    | Stella Rossa      | -                | -                |
| 1964 Dettagli    | Stella Rossa      | -                | -                |
| 1965 Dettagli    | Stella Rossa      | -                | -                |
| 1966 Dettagli    | Stella Rossa      | -                | -                |
| 1967 Dettagli    | Stella Rossa      | -                | -                |
| 1967-68 Dettagli | Partizan          | -                | -                |
| 1968-69 Dettagli | Stella Rossa      | -                | -                |
| 1969-70 Dettagli | Stella Rossa      | -                | -                |
| 1970-71 Dettagli | Stella Rossa      | -                | -                |
| 1971-72 Dettagli | Stella Rossa      | -                | -                |
| 1972-73 Dettagli | Partizan Rijeka   | -                | -                |
| 1973-74 Dettagli | Rijeka            | -                | -                |
| 1974-75 Dettagli | Stella Rossa      | -                | -                |
| 1975-76 Dettagli | Stella Rossa      | -                | -                |
| 1976-77 Dettagli | Stella Rossa      | -                | -                |
| 1977-78 Dettagli | Stella Rossa      | -                | -                |
| 1978-79 Dettagli | Stella Rossa      | -                | -                |
| 1979-80 Dettagli | Radnički Belgrado | -                | -                |
| 1980-81 Dettagli | Radnički Belgrado | -                | -                |
| 1981-82 Dettagli | Stella Rossa      | -                | -                |
| 1982-83 Dettagli | Stella Rossa      | -                | -                |
| 1983-84 Dettagli | HAOK Mladost      | -                | -                |
| 1984-85 Dettagli | Branik            | -                | -                |
| 1985-86 Dettagli | Branik            | -                | -                |
| 1986-87 Dettagli | HAOK Mladost      | -                | -                |
| 1987-88 Dettagli | Radnički Belgrado | -                | -                |
| 1988-89 Dettagli | HAOK Mladost      | -                | -                |
| 1989-90 Dettagli | HAOK Mladost      | -                | -                |
| 1990-91 Dettagli | HAOK Mladost      | -                | -                |
| 1991-92 Dettagli | Stella Rossa      | -                | -                |